# プロアーゲ
プロアーゲ（イタリア語: Ploaghe）は、イタリア共和国サルデーニャ自治州サッサリ県にある、人口約4,500人の基礎自治体（コムーネ）。

## 地理

### 位置・広がり

#### 隣接コムーネ
隣接するコムーネは以下の通り。
- アルダラ
- キアラモンティ
- コドロンジャーノス
- ヌルヴィ
- オージロ
- シーリゴ